# Caballo de pura raza gallega

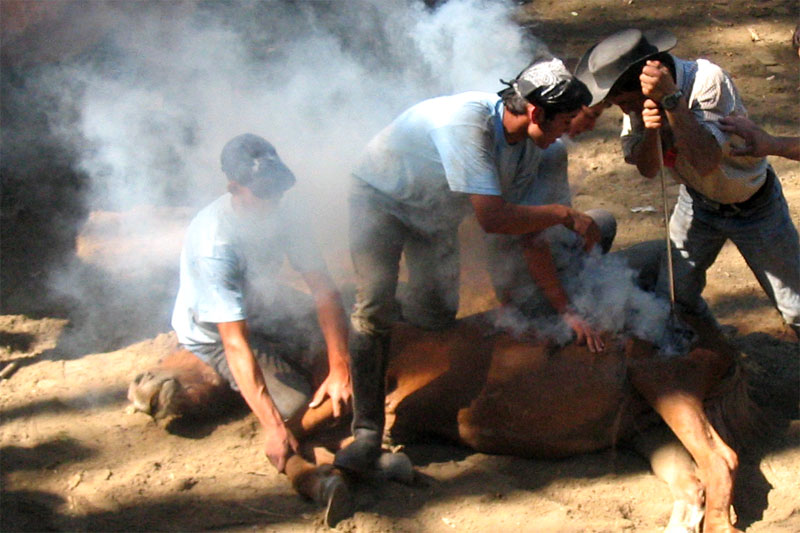
Escena de la popular Rapa das bestas, un evento de interés turístico y cultural de Galicia celebrado en varias localidades y donde el principal protagonista es el caballo gallego mestizo junto con la exhibición de ejemplares del caballo de pura raza gallega (PRG).

Caballo de Pura Raza Gallega (PRG) (en gallego, Cabalo de Pura Raza Galega) es la denominación que recibe oficialmente un subtipo de raza de caballos Equus caballus de pequeño tamaño, reconocida como la única raza equina autóctona de Galicia (España). A finales del siglo XX se encontraba en estado de peligro de extinción. Un programa para procurar su recuperación y preservación elevó a finales de 2007 su población censada hasta casi los mil trescientos ejemplares.
En el municipio de Bayona, en la provincia de Pontevedra, está el petroglifo Outeiro dos Lameiros donde están grabados en una superficie vertical de 15 × 5 m aprox sobre setenta y ocho caballos que se desplazan de izquierda a derecha.
Otras denominaciones tradicionales son caballo gallego de monte, caballo galaico, faca galizana, faca galega o besta.

## Orígenes

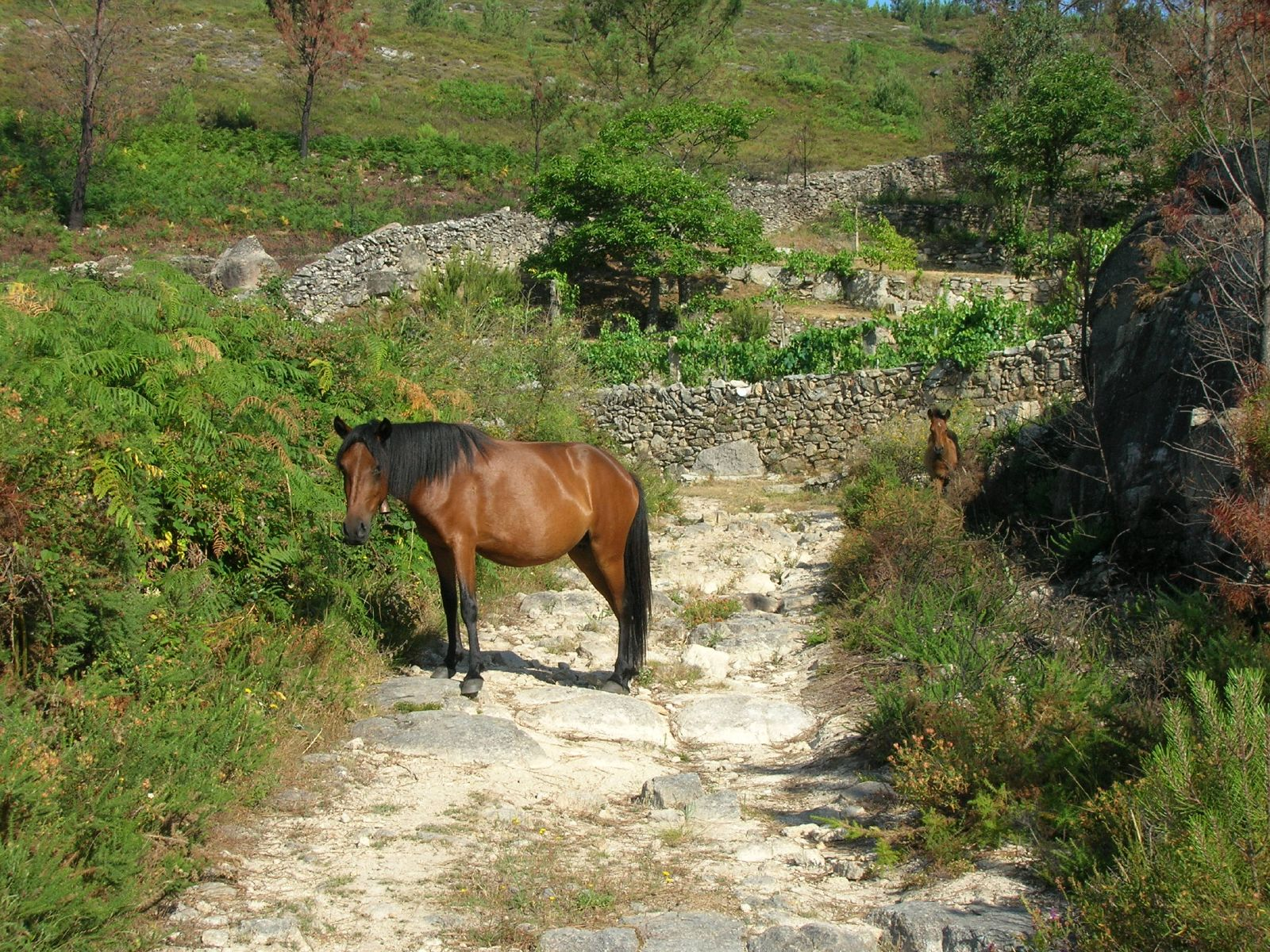

Los testimonios más antiguos que se conservan de la presencia de poblaciones de équidos en Galicia se encuentran en representaciones rupestres en el área de Sabucedo, la diadema de Ribadeo, donde aparecen caballos montados junto a crías y guerreros, y los petroglifos de Viladesuso, con representaciones de carros tirados por caballos y Campo Lameiro, en la Sierra de A Groba, datados del periodo de la Edad de Bronce del 2500 a. C. al 2000 a. C.
La teoría más aceptada sobre el origen del caballo gallego de pura raza sostiene que fueron los pueblos celtas llegados al norte de la península ibérica hacia el siglo VII a. C. y siglo VI a. C. quienes introdujeron un espécimen, de cabeza pequeña y orejas cortas, grupa fuerte, y pelo basto de color oscuro. A estos caballos galaicos o gallegos del norte peninsular, distintos de los ponis o asturcones, se refieren autores clásicos como los poetas Gracio y Silio, además de  Estrabón, Marcial y Plinio, y también de la época medieval de la Reconquista, donde la cría caballar se asoció fuertemente a la actividad colonizadora de los monasterios establecidos durante el siglo X y siglo XI.
Este tronco común se fue a lo largo de los siglos diferenciando por las condiciones ambientales y la intervención de procesos de mestizaje dando origen a las diversas razas afines a la gallega que se extienden por la fachada atlántica europea desde Portugal hasta Escocia e Islandia.
Pese a vivir tradicionalmente en régimen de libertad en las áreas montañosas del relieve gallego, principalmente en grupos o manadas, el caballo gallego fue explotado por la actividad humana en la antigüedad como animal de combate, y posteriormente destinado a la montura y las labores rurales, siendo en menor medida, por las características de su carne, su empleo para la producción cárnica y el consumo.
Con la mecanización de la agricultura y el interés preferente por aumentar la población de animales destinados a las industrias cárnicas, en las últimas décadas del siglo XX la población de caballo de monte genéticamente pura se vio disminuida como consecuencia de procesos de mestizaje. En este contexto, hacia finales de la década de 1980, a iniciativa de diversos organismos internacionales como Naciones Unidas y la FAO o la entonces CEE, se promovieron en las instancias de política agraria diversas iniciativas destinadas a la protección y conservación de las razas domésticas en peligro de extinción.

## Desarrollo legislativo
Mientras estudios académicos y universitarios constataban el deterioro y retroceso del estado genético del caballo gallego de monte, la CEE publicó en 1992, en el marco de la reforma de la Política Agraria Común, el Reglamento (CEE) 2078/92 del Consejo, del 30 de junio, por el que se provisionaba una ayuda económica a las iniciativas en los Estados miembros en favor de la crianza y mantenimiento de animales de razas locales en peligro de extinción. El nuevo Reglamento sirvió también en la constitución del organismo europeo del Centro de Estudios y de Investigación sobre la Economía y la Organización de las Producciones Animales (CEREOPA) con la finalidad de seleccionar, tras un inventario, aquellas razas de interés en peligro y definir los requisitos para el desarrollo de las políticas para su protección.
En Galicia se constituyó en diciembre de 1993 la Asociación de criadores de caballos de Galicia y poco más tarde, se elaboró desde el gobierno autonómico gallego un primer plan de fomento, mejora y conservación de caballo gallego que sin embargo, fue criticado desde las asociaciones de ganaderos que lo consideraban un instrumento de control de la administración.
La CEREOPA hizo público en 1994 la lista europea de razas equinas de especial protección en la que incluyó al caballo de monte gallego y poco después, el Estado español adoptaba el ordenamiento comunitario por medio de Real Decreto 51/1995, de 20 de enero, que se comenzó a aplicar en Galicia a partir de 1996. Sin embargo, durante el mismo año únicamente cinco ejemplares fueron registrados como resultado de las reticencias no resueltas por parte de los ganaderos que veían principalmente insuficiente la compensación censal de animales puros, una pérdida económica en comparación con el cruce de los especímenes con otros ejemplares de otras razas de tamaño medio para la producción de carne.
Durante el año 1997, la actuación de la administración y de una nueva Asociación— de propietarios y criadores de Galicia del Cabalo Galego de Monte, consiguió avanzar en el registro censal que alcanzó los 64 ejemplares, mediante actuaciones en favor de conjugar los intereses económicos de los ganaderos con los del objetivo proteccionistas del Reglamento 2078/92/CEE, pudieron consensuar un texto para el proyecto de prototipo racial, finalmente aprobado por una Orden del 23 de septiembre de 1998 sobre la reglamentación específica del libro genealógico de la raza equina Cabalo Galego de Monte, en el que se inscribieron los especímenes censados hasta la fecha. A finales de 1998 se estableció un convenio por el que creaba un rebaño de pureza constituido por veinte animales seleccionados del libro cuidados en una finca específicamente habilitada en el concejo de Mougás, emprendiendo en paralelo una campaña institucional de difusión y promoción completada con la asistencia en diversas ferias y muestras de ganado equino a nivel nacional. A finales de 1999, se habían recibido cuatrocientos setenta y dos solicitudes de inscripción mientras que el registro incrementó su censo hasta los 190 ejemplares.
La Orden del 4 de abril de 2001, amplió la anterior reglamentación y reconoció la especial consideración del caballo gallego en tanto que raza en peligro de extinción, su sistema de cría y "especial vinculación al pueblo gallego".

## Hábitat y filiación genética
El caballo de monte gallego se distribuye en un hábitat que cubre las áreas montañosas de Galicia, en el noroeste de la península ibérica, concentrándose particularmente en áreas de las provincias de Pontevedra y de Lugo. Viven en áreas de amplias sierras y montes, de escasa población arbórea pero abundante vegetación arbustiva y con escasa densidad demográfica.
Según estudios sobre su parentesco genético se encuentra estrechamente emparentado con otros subtipos del ámbito cantábrico-pirenaico como la jaca navarra y la pottoka. Posteriormente se ha establecido su más estrecho parentesco con la raza monchina, no incluida en anteriores estudios.
El caballo galaico se ha clasificado tradicionalmente en el grupo de caballo doméstico o tarpán de tipo poni celta, nativos del norte de la península ibérica al igual que el asturcón, sorraia, garrano o faco galego, jaca soriana y losino a los que se ha considerado un parentesco fenotípico con los ponis británicos, en especial con el exmoor, con algunos autores otorgándoles incluso un mismo origen
Esta división se realizó por oposición a los caballos iberos del sur peninsular sobre la base de consideraciones antropológicas históricas, cuando pueblos celtas, indoeuropeos originarios del centro de Europa, se instalaron en la península hacia el 1500 a. C.

## Descripción
Los caballos de pura raza gallega son descritos como animales de temperamento dócil cuando se cría en condiciones de semilibertad o en establo, con perfil recto o subcóncavo, elipométricos y de proporciones sublongilíneas. Tienen una alzada a la cruz de entre 120 y 140 cm.
La cabeza, de frente ancha y plana con abundante tupé, ojos expresivos y labios gruesos con bigote está asociada a un abdomen redondeado y pecho con profundidad, los cascos son pequeños y fuertes. Las extremidades son finas, cortas y fuertes. Los cabos, es decir, crin y cola están muy poblados, con una melena suelta de pelos fuertes y gruesos. La capa debe de ser obligatoriamente castaña o negra y no son admitidos como caballos de esta raza todos aquellos que tengan otros colores diferentes y se consideran defectos marcas blancas o de otros colores en la frente o en las patas. En general, su aspecto físico le define como un caballo fuerte, robusto y pequeño, adaptado a las montañas del Macizo Galaico.

## Orientación productiva
La legislación establecida fomenta la crianza del caballo gallego con fines deportivos, de exhibición o de ocio en detrimento de la tradicional ganadería rústica o para consumo.
En la práctica de la equitación se destaca su aptitud para cualquier modalidad, de competición como de ocio, para paseos y rutas de turismo ecuestre, para pruebas de salto de obstáculos en categoría "pony", horseball, enganche ligero, doma clásica, concurso completo y andadura gallega.
Su temperamento es apuntado como una cualidad para los centros de hipoterapia o de equitación terapéutica.
El caballo de pura raza gallega tiene muchas veces fines alimentarios, ya que es un caballo que posee una carne de gran calidad, mas la mayoría de los caballos gallegos utilizados con fines cárnicos no suelen ser de pura raza.
En el plano de exhibiciones, el caballo gallego de pura raza es representado en la Feira Internacional Semana Verde de Galicia de Silleda, el Salón do Cabalo de Galicia, la Feira do Apóstolo y Feira da Ascensión en Santiago de Compostela y diferentes Feiras en Padrón, Mondoñedo y Teo, siendo presentado en las tradicionales fiestas populares llamadas curros o rapa das bestas en diversos puntos de Galicia.